# Anette Törnström
Anna Katarina (Anette) Törnström, född 6 juni 1796, död 8 augusti 1848, var en svensk målare och tecknare.
Hon var dotter till handlaren Peter Håkansson Wernlander och gift med amiralitetsbildhuggaren Emanuel Törnström och farmor till Ida Törnström och Anna Törnström. Hon försörjde sig och sin minderårige son på 1840-talet genom att ge undervisning i musik och teckning på olika herrgårdar i södra Sverige. Hon var även verksam som persisk miniatyrmålare som var en populär målningsteknik i mitten av 1800-talet.